# Польська соціалістична партія — Революційна фракція
Польська соціалістична партія – революційна фракція (пол. Polska Partia Socjalistyczna – Frakcja Rewolucyjna) — одна з двох фракцій, на які в 1906 році розкололася Польська соціалістична партія. Головною метою Революційної фракції було відновлення незалежної Польщі, яка передбачалася як представницька демократія.